# FIBA Europe SuperCup Women

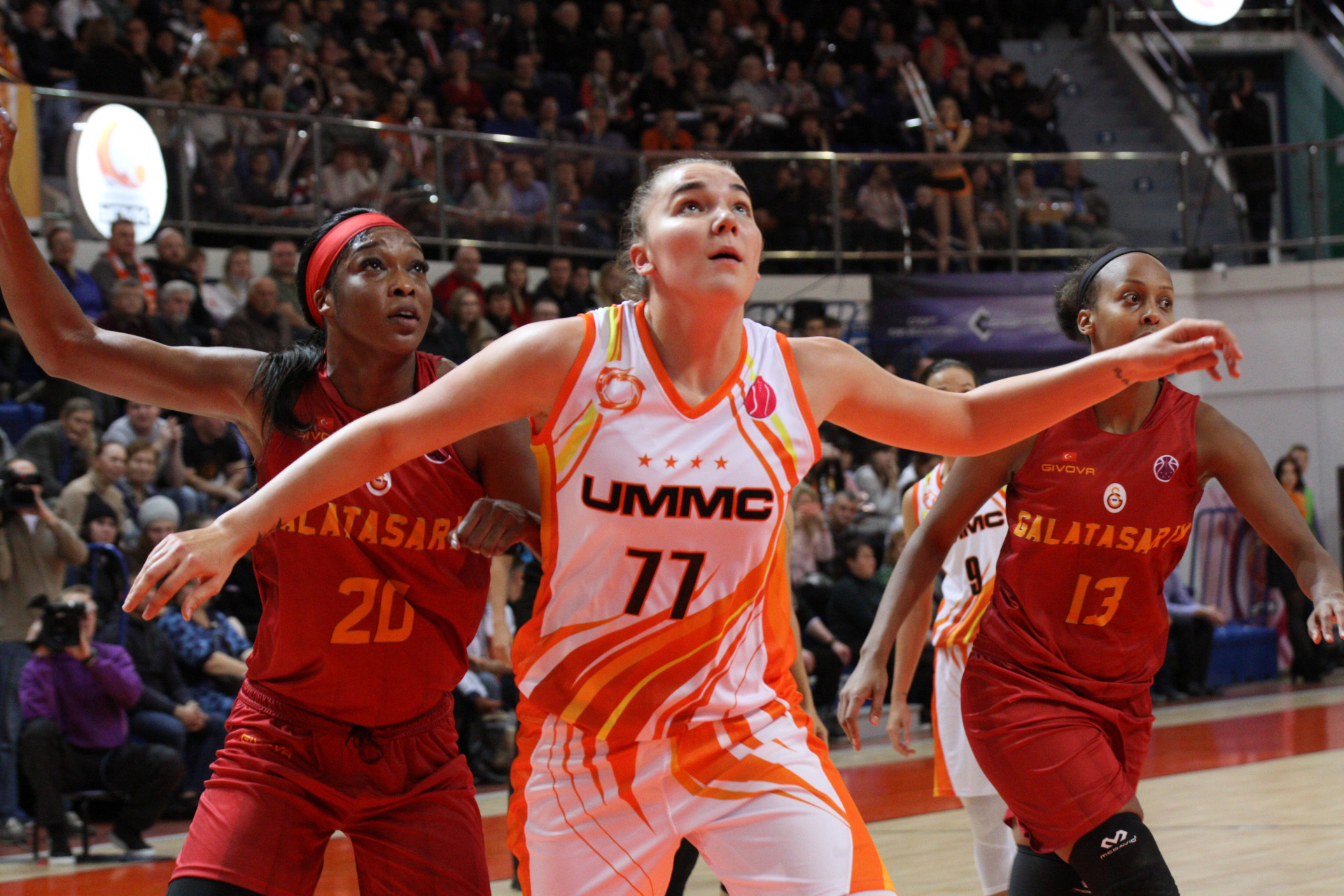
UMMC vs Galatasaray FIBA Europe SuperCup 2018.

De SuperCup Women (of Women SuperCup) is een Europese continentale supercup in het basketbal voor vrouwen. De cup wordt georganiseerd door FIBA Europe en is een wedstrijd tussen de winnaars van EuroLeague Women en EuroCup Women.

## Geschiedenis
De FIBA Europe SuperCup-competitie werd in 2009 voor het eerst georganiseerd nadat Sjabtaj von Kalmanovitsj, eigenaar van Spartak Oblast Moskou Vidnoje, erop stond een vergelijkbare competitie in het mannenvoetbal, (UEFA Super Cup), te evenaren.
Spartak Oblast Moskou Vidnoje uit Rusland won toen van Galatasaray uit Turkije. In 2010 stond Spartak Oblast Moskou Vidnoje weer in de eindstrijd. Ze wonnen van Sony Athinaikos Byron uit Griekenland. In 2011 was Perfumerías Avenida uit Spanje de sterkste. Ze wonnen van Elitzur Ramla uit Israël. In 2012 zou Ros Casares Valencia uit Spanje tegen Dinamo Koersk uit Rusland spelen. Ros Casares kon deze wedstrijd niet spelen vanwege financiële problemen. De runner-up van de Euroleague Women, het Spaanse Rivas Ecópolis werd gevraagd om in te vallen maar wilde dit niet. De wedstrijd is nooit gehouden.
In 2013 werd er wel weer om de supercup gespeeld. UMMC Jekaterinenburg uit Rusland won van Dinamo Moskou uit Rusland met 72-63. In 2014 ging de wedstrijd tussen Galatasaray Odeabank uit Turkije en Dinamo Moskou niet door. In 2021 was Valencia BC uit Spanje de eerste club die de FIBA SuperCup Women won en die de houder was van het EuroCup Women. De jaren ervoor won altijd de houder van de EuroLeague Women. In 2024 trok de winnaar van de EuroCup Women, (London Lions) zich terug en mocht de runner-up, (Beşiktaş BOA Yatçılık) meedoen.

## Nieuwe opzet
In 2015 werd er een mini toernooi gehouden. De winnaar van de EuroLeague Women speelt tegen de runner-up van de EuroCup Women. De winnaar van de EuroCup Women speelt tegen de runner-up van de EuroLeague Women. De twee winnaars spelen de finale om de SuperCup Women. De eerste editie wordt gehouden in Eigenbrakel in België. Vanaf 2016 ging de wedstrijd om de FIBA Europe SuperCup Women weer alleen tussen de winnaar van de EuroLeague Women en de EuroCup Women.

## Winnaars van de FIBA Europe SuperCup Women
| Jaar | Plaats                                  | Winnaar                                 | Uitslag                                 | Tegenstander                            |                            | 3e            | Uitslag                    | 4e |
| ---- | --------------------------------------- | --------------------------------------- | --------------------------------------- | --------------------------------------- | -------------------------- | ------------- | -------------------------- | -- |
| 2009 | Vidnoje                                 | Spartak Oblast Moskou Vidnoje (EL)      | 92 - 59                                 | Galatasaray (EC)                        | niet gehouden              | niet gehouden | niet gehouden              |    |
| 2010 | Amarousio                               | Sparta&K Oblast Moskou Vidnoje (EL)     | 70 - 61                                 | Sony Athinaikos Byron (EC)              | niet gehouden              | niet gehouden | niet gehouden              |    |
| 2011 | Salamanca                               | Perfumerías Avenida (EL)                | 95 - 72                                 | Elitzur Ramla (EC)                      | niet gehouden              | niet gehouden | niet gehouden              |    |
| 2012 | niet gehouden                           | niet gehouden                           | niet gehouden                           | niet gehouden                           | niet gehouden              | niet gehouden | niet gehouden              |    |
| 2013 | Jekaterinenburg                         | UMMC Jekaterinenburg (EL)               | 72 - 63                                 | Dinamo Moskou (EC)                      | niet gehouden              | niet gehouden | niet gehouden              |    |
| 2014 | niet gehouden                           | niet gehouden                           | niet gehouden                           | niet gehouden                           | niet gehouden              | niet gehouden | niet gehouden              |    |
| 2015 | Eigenbrakel                             | ZVVZ USK Praag (EL)                     | 93 - 91                                 | UMMC Jekaterinenburg (REL)              | Royal Castors Braine (REC) | 71 - 67       | ESB Villeneuve-d'Ascq (EC) |    |
| 2016 | Villeneuve-d'Ascq                       | UMMC Jekaterinenburg (EL)               | 66 - 63                                 | ESB Villeneuve-d'Ascq (EC)              | niet gehouden              | niet gehouden | niet gehouden              |    |
| 2017 | Koersk                                  | Dinamo Koersk (EL)                      | 84 - 73                                 | Yakın Doğu Üniversitesi (EC)            | niet gehouden              | niet gehouden | niet gehouden              |    |
| 2018 | Jekaterinenburg                         | UMMC Jekaterinenburg (EL)               | 79 - 40                                 | Galatasaray (EC)                        | niet gehouden              | niet gehouden | niet gehouden              |    |
| 2019 | Jekaterinenburg                         | UMMC Jekaterinenburg (EL)               | 87 - 67                                 | Nadezjda Orenburg (EC)                  | niet gehouden              | niet gehouden | niet gehouden              |    |
| 2020 | niet gehouden vanwege de Coronapandemie | niet gehouden vanwege de Coronapandemie | niet gehouden vanwege de Coronapandemie | niet gehouden vanwege de Coronapandemie | niet gehouden              | niet gehouden | niet gehouden              |    |
| 2021 | Valencia                                | Valencia BC (EC)                        | 75 - 68                                 | UMMC Jekaterinenburg (EL)               | niet gehouden              | niet gehouden | niet gehouden              |    |
| 2022 | Bourges                                 | Tango Bourges Basket (EC)               | 65 - 44                                 | Sopron Basket (EL)                      | niet gehouden              | niet gehouden | niet gehouden              |    |
| 2023 | Lyon                                    | Fenerbahçe Alagöz Holding (EL)          | 109 - 52                                | LDLC ASVEL féminin (EC)                 | niet gehouden              | niet gehouden | niet gehouden              |    |
| 2024 | Istanbul                                | Fenerbahçe Alagöz Holding (EL)          | 79 - 63                                 | Beşiktaş BOA Yatçılık (REC)             | niet gehouden              | niet gehouden | niet gehouden              |    |

(EL) = Winnaar EuroLeague Women
 (EC) = Winnaar EuroCup Women
 (REL) = Runner-up EuroLeague Women (2015)
 (REC) = Runner-up EuroCup Women (2015)&(2024)

## Winnaars aller tijden
| Cups | Club                           | In:                    |
| ---- | ------------------------------ | ---------------------- |
| 4    | UMMC Jekaterinenburg           | 2013, 2016, 2018, 2019 |
| 2    | Sparta&K Oblast Moskou Vidnoje | 2009, 2010             |
| 2    | Fenerbahçe Alagöz Holding      | 2023, 2024             |
| 1    | Perfumerías Avenida            | 2011                   |
| 1    | ZVVZ USK Praag                 | 2015                   |
| 1    | Dinamo Koersk                  | 2017                   |
| 1    | Valencia BC                    | 2021                   |
| 1    | Tango Bourges Basket           | 2022                   |

## Per land
| Cups | x clubs | Land      |
| ---- | ------- | --------- |
| 7    | 3       | Rusland   |
| 2    | 2       | Spanje    |
| 2    | 1       | Turkije   |
| 1    | 1       | Tsjechië  |
| 1    | 1       | Frankrijk |